# Scuola genovese
(Elio Giuliani, La Repubblica)

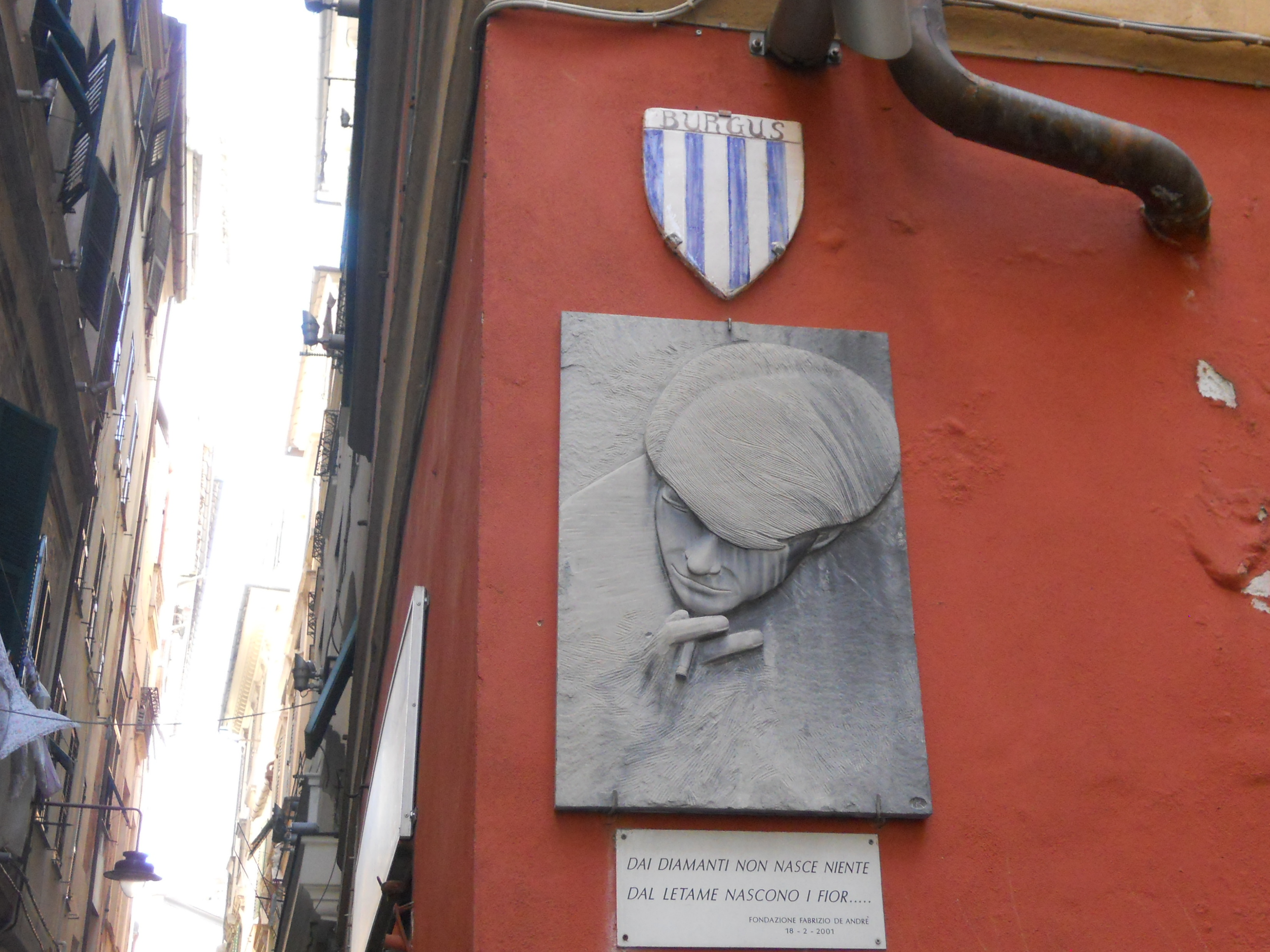
Targa commemorativa di Fabrizio De André in via del Campo, a Genova, strada alla quale il cantautore, uno dei principali esponenti della scuola genovese, dedicò una celebre canzone

La scuola genovese è un movimento culturale e artistico sviluppatosi e radicatosi, a partire dagli anni sessanta del XX secolo, nel capoluogo ligure, e prevalentemente legato alla canzone d'autore italiana.

## Storia
Tra gli esponenti musicali e canori della cosiddetta "scuola storica", che ottenne successo a partire dagli anni sessanta, si collocano: Umberto Bindi, Fabrizio De André, Bruno Lauzi, Gino Paoli, Giorgio Calabrese e Luigi Tenco. Un ruolo importante ebbero anche Augusto Martelli e i fratelli Gian Franco e Gian Piero Reverberi, musicisti e arrangiatori genovesi che promossero vari cantautori della prima generazione, facendoli produrre a Milano.

Furono tutti artisti cresciuti musicalmente a Genova, città dove erano nati o si erano trasferiti da bambini. Erano soliti, negli anni sessanta, ritrovarsi nel quartiere Foce di Genova e, in particolare, al bar latteria "Igea" (che ispirò Gino Paoli per la canzone Quattro amici al bar del 1991), in via Casaregis angolo via Cecchi (poi rinominato Roby Bar e oggi Mini Mixing Bar).

### Influenza culturale
Tale movimento determinò «una profonda rottura con la musica tradizionale italiana», in primis per mezzo di un mutato approccio stilistico, più ricercato ed eclettico, quindi nell'uso di un linguaggio diverso, realista, affrontando una varietà di temi che andava dal sentimento, alle esperienze esistenziali, sino alla politica, all'ideologia, alla guerra e ai temi dell'emarginazione, con forti accenni individualisti e spesso ricollegandosi ai toni dell'esistenzialismo francese.

Le influenze culturali della scuola genovese sono variegate, dalla tradizione letteraria e musicale italiana e ligure (Camillo Sbarbaro, Cesare Pavese, Giorgio Caproni, Riccardo Mannerini), alla letteratura francese e inglese di inizio Novecento (Jean-Paul Sartre, Raymond Queneau), dalla filosofia anarchica (in particolare Tenco, De André e Paoli) a quella liberale (Lauzi), dalla musica francese di Charles Aznavour, Jacques Brel e Georges Brassens a quella del folk statunitense di Bob Dylan. Tra gli esponenti letterari della Beat Generation: Allen Ginsberg, Jack Kerouac, William Burroughs e Gregory Corso. 
La stessa città di Genova, il mare, i borghi, i vicoli deIla città vecchia (caruggi in genovese) e i suoi abitanti sono, non in rari casi, fonte diretta di ispirazione diventando lo scenario o direttamente il tema delle canzoni. In particolare, sia Lauzi che De André dedicarono parte della propria produzione alla narrazione specifica della propria città, utilizzando spesso anche la lingua ligure in varie canzoni; esempi di questo aspetto sono i celebri brani La città vecchia, Via del Campo, Crêuza de mä (e l'omonimo album scritto e cantato interamente in genovese) di Fabrizio De Andrè, La gatta di Gino Paoli e l'album Genova per noi di Bruno Lauzi.

### La scuola genovese si allarga
Inizialmente utilizzata per definire il nucleo storico, la locuzione è stata col tempo ampliata comprendendo gli esponenti della seconda generazione di cantautori tra i quali Ivano Fossati, Francesco Baccini, Max Manfredi, Vittorio De Scalzi (già membro fondatore dei New Trolls, autore di brani in dialetto genovese e coautore con Fabrizio De André prima di pubblicare come cantautore), Federico Sirianni, Cristiano De André, Gian Piero Alloisio e altri. 
Sono stati legati a questo ambiente multiculturale anche la scrittrice Fernanda Pivano, che tradusse in italiano l'Antologia di Spoon River, opera su cui De André basò l'album Non al denaro non all'amore né al cielo, e l'attore Paolo Villaggio, che fu molto amico di De André e scrisse alcuni testi delle sue canzoni (Carlo Martello ritorna dalla battaglia di Poiters e Il fannullone).
Il legame fra Genova e la canzone d'autore è rimasto ben saldo anche nelle generazioni successive. A partire dagli anni novanta e sino ai nostri giorni, sono tanti i cantautori e cantautrici genovesi che hanno esordito e pubblicato dischi proseguendo la tradizione della "scuola genovese", in alcuni casi raggiungendo un discreto successo di pubblico anche a livello nazionale (da Claudia Pastorino a Zibba e Almalibre passando per Emanuele Dabbono). Inoltre, come accaduto in passato con i già citati New Trolls e i Matia Bazar o ad esempio negli anni novanta con la band Blindosbarra, il termine "scuola genovese" è stato talvolta utilizzato anche riferendosi  a band genovesi e solisti appartenenti a generi musicali diversi dal cantautorato. Ultimo il caso della scena rap genovese (raccontata nel docufilm dal titolo "La nuova scuola genovese" di Claudio Cabona) e urban pop, con artisti di successo come ad esempio Tedua, Bresh, Olly e Alfa.

## Filmografia
- Una canzone per il paradiso, regia di Nicola Di Francescantonio (2013)
- La nuova scuola genovese, regia di Yuri Dellacasa e Paolo Fossati (2022)